# ナイト・ドラゴン
ナイト・ドラゴン作戦 (Night Dragon Operation) は、中国を拠点にスパイ活動をしているとみられるハッカー集団。

## 概要
初めて行動が確認されたのは2006年半ばとされ、2011年8月にセキュリティ企業マカフィーが最初に報告し、ナイトドラゴン作戦とオーロラ作戦として命名した。この攻撃により、防衛関連企業、国連、国際オリンピック委員会など、少なくとも71の組織が被害に遭ったとされる。